# Machilus dubia
Machilus dubia är en lagerväxtart som beskrevs av Das & P. C. Kani.. Machilus dubia ingår i släktet Machilus och familjen lagerväxter. Inga underarter finns listade i Catalogue of Life.